# Morozovîci, Starîi Sambir
Morozovîci (în ucraineană Морозовичі) este un sat în comuna Torciînovîci din raionul Starîi Sambir, regiunea Liov, Ucraina.

## Demografie
Componența lingvistică a localității Morozovîci
     Ucraineană (100%)
Conform recensământului din 2001, toată populația localității Morozovîci era vorbitoare de ucraineană (100%).